# Zodiacris fibulifer
Zodiacris fibulifer är en insektsart som beskrevs av Marius Descamps 1980. Zodiacris fibulifer ingår i släktet Zodiacris och familjen gräshoppor. Inga underarter finns listade i Catalogue of Life.